# 8-Oxo-2′-dezoxiguanozin
A 8-oxo-2′-dezoxiguanozin (8-oxo-dG) a dezoxiguanozin oxidált származéka, a DNS oxidációjának egyik fő terméke. A 8-oxo-dG sejten belüli koncentrációja az oxidatív stressz mérője.

## Fordítás
Ez a szócikk részben vagy egészben  a(z)   8-Oxo-2'-deoxyguanosine című angol Wikipédia-szócikk ezen változatának fordításán alapul.  Az eredeti cikk szerkesztőit annak laptörténete sorolja fel. Ez a jelzés csupán a megfogalmazás eredetét és a szerzői jogokat jelzi, nem szolgál a cikkben szereplő információk forrásmegjelöléseként.